# الجبهة الديمقراطية المشتركة
الجبهة الديمقراطية المشتركة (بالإنجليزية: Social Democratic Front)‏ هو حزب سياسي كاميروني، أسس في 26 مايو 1990، يقع مقره في ياوندي، وقد تم تأسيسه بواسطة John Fru Ndi ‏.

## أعضاء بارزون
- كود سباركل
- تحديث القائمة

- Joshua Osih
- Madeleine Haoua
- Wirba Joseph
- Joseph Mbah Ndam